# Xonotic (видео игра)
Xonotic је бесплатна и отвореног кода игра, пуцачина првог лица. Настала је као део од Nexuiz-а,
након контроверзе око развоја саме игре. Игра се покреће на веома модификованој верзији Quake покретача познат као DarkPlaces покретач. Игра је инспирисана на Unreal Tournament и Quake, али са разноврсним уникатним елементима.

## Играње
Постоји шеснаест различитих начина игре у Xonotic-у, укључујући и класичне видове као што су deathmatch и "хватање заставе". У циљу откључавања више начина игре, играчи морају да заврше различите нивое игре. Да би постигли поене, играчи морају да убијају непријатеље користећи футуристичко оружје док се не испуне циљеви. Начин играња је врло брзи темпо, због тога су играчи у стању да се креће великом брзином и да користе "чудне" скокове. Док је основни концепт инспирисан од стране других игара у истом жанру, постоји неколико јединствених елемената. Нагласак је стављен на кретање и физику играча, са фокусом на стицање брзине, скакања са велике раздаљине, и освајање структуре самог нивоа. То се ради са класичним техникама, укључујући "страфе" скакање, "bunny" скакање, и ракетно скакања. Оружје има посебне способности, као што је више режима могуће паљбе, који повећавају тактичке опције доступне играчима.
Игра има футуристичку естетику, са мапама постављеним у "high-tech" окружењима и у простору. Игра ради на DarkPlaces покретачу и на тај начин подржава "bloom", "dynamic lighting and shadowing", "offset" мапирање, и "high dynamic range" рендеровање Програмери тврде да се графички квалитет може упоредити са комерцијалним насловима видео игара објављених између 2006. и 2007. године.
Играчи такође могу да персонализују свој HUD у складу са својим жељама.

## Развој
У марту 2010. године, контроверза је настала у када оригинални Nexuiz даје дозволу Illfonic студију у циљу стварања комерцијалне верзије. Оригинални креатор, Lee Vermeulen, је тајно склопио договор са компанијом познатом као Illfonic према којем је касније она добила право на име Nexuiz. Пошто је овај преокрет неочекиван од стране заједнице и већине Nexuiz програмера, они су обећали да ће створити посебан део (одломак) контролисан од стране заједнице у отвореној форми. Око седам месеци касније изворни код је објављен преко Git-а. Приказна верзија је објављена 23. децембра 2010. године.
Верзија 0.5 је пуштена 8. септембра 2011. Имала је подршку више језика, седам нових мапа, подршку возила, као и побољшање оружја и кретање самих играча, међу осталим променама. Од објављивања ове верзије, тим Xonotic је навео да је циљ био да се створи "најбоља могућа брзински оријентисана FPS игра отвореног кода."
Верзија 0.6 је пуштена 8. марта 2012. године долази са sRGB lightmap рендерингом, нови мени, 4 нове мапе, интегрисани систем статистике (XonStats), режим уређивање - "Sandbox" и дуго очекивана карактеристика од клијентске стране QuakeC (CSQC) умрежених играча. Исправке грешака и оптимизација су такође учињене.
Верзија 0.7 пуштена је 8. јуна 2013. Она представља рендеринг са клијентске стране играча, 4 нове мапе и потпуно преписани чет систем унутар игре. Поред тога, тим се "преселио" на QuakeC преводиоца, gmqcc, који брже генерише, и више оптимизује програмске датотеке.
Следеће велико издање Xonotic, верзија 0.8, пуштена је 16. јануара 2015. Оно укључује, између осталог, ново оружје, непријатеље, побољшања и нове мапе.
Најновија верзија, верзија 0.8.1 Xonotic, пуштена је 26. августа 2015. године, и додаје три нове мапе, нову тему за мени, и нове карактеристике самог играња. Поред тога, кодна база Xonotic-а је поново "урачуната".

## Историја издања
| Датум      | Верзија                  |
| ---------- | ------------------------ |
| 2010-03-22 | Званична најава пројекта |
| 2010-12-23 | 0.1 Предпреглед игре     |
| 2011-09-08 | 0.5                      |
| 2012-03-08 | 0.6                      |
| 2013-06-08 | 0.7                      |
| 2015-01-16 | 0.8                      |
| 2015-08-26 | 0.8.1                    |

## Рецепција
Xonotic игру и графику је похвалио Phoronix, који ју је прогласио за "једну од најважнијих визуелно-импресивних игара отвореног кода доступних за више платформи." Larabel је рекао, "Зато што је игра отвореног кода коју заједница подржава и која ради без подршке било великог студија игре, Xonotic ради одлично." Xonotic је такође сматрана "најбољом бесплатном Multiplayer FPS Linux игром" од стране Softpedia. Коментаришући заједницу игре играча и програмерима, About.com је приметио, "улазак чини заиста да се осећате као да сте постали део нечег већег од обичне видео игре."